# Gävle Stads Spårvägar

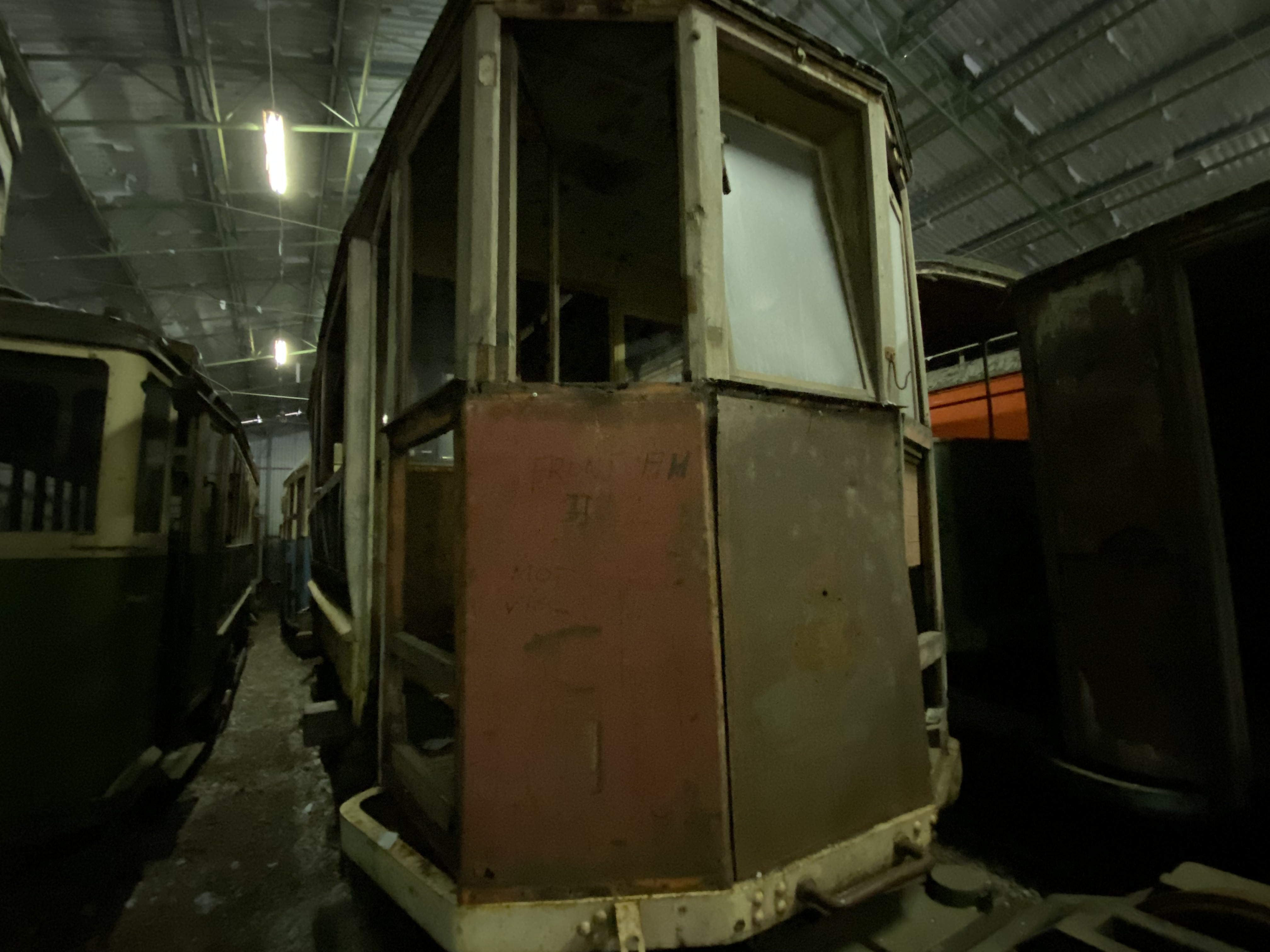
Gävlevagnen 1 avställd i Malmköping. Vagnarna hade en stark röd färg, vilket var unikt då flesta andra svenska städer hade blåa spårvagnar.

Gävle Stads Spårvägar (ursprungligen Gefle Stads Spårvägar) bedrev spårvägstrafik i Gävle under tiden 1909 till 1956.

## Historik
Planerna på en spårväg i Gävle började redan 1896 då en ansökan om att få anlägga en spårväg mellan kvarnen och hamnen inkom till stadsfullmäktige. Olika förslag till spårvägsanläggning stöttes och blöttes sedan i stadsfullmäktige tills man den 31 augusti 1907 beslutade uppdra åt belysningsstyrelsen att anlägga en spårväg.
Spårvägsanläggningen beställdes av Nya Förenade Elektriska Aktiebolaget. Två linjer anlades, en röd och en blå. Anläggningen byggdes normalspårig, 1435 mm, och i huvudsak som enkelspår, men med dubbelspår i Nygatan, på den sträcka där båda linjerna gick. En vagnhall anlades vid Källbäcksgatan/Kungsgatan/Sörbygatan. 14 motorvagnar beställdes från Svenska Järnvägsverkstäderna i Linköping. Den totala spårlängden uppgick till 6 915 m. En stor korsning med järnvägen ingick och en särskild vägskyddsanläggning anlades här. Hela spårvägsanläggningen belöpte sig på 567 000 kronor.
Upsala Gefle Järnvägar, UGJ, hade 1892 öppnat en sidolinje mellan Gävle Södra och Bomhus. Trafiken var dock gles och tankarna på en spårväg till Bomhus väcktes snart, då det fanns gott om både bostäder och arbetsplatser vid Korsnäsbolaget. Redan 1911 förelåg en motion i stadsfullmäktige. Inte förrän 1923 beslutades dock om en sådan och trafiken kunde komma igång 1927. Även en spårväg till Strömsbro föreslogs. Bomhuslinjen trafikerades av större vagnar. De sista vagnarna var tre Mustanger som inköptes från Hägglunds 1953, endast tre år före nedläggningen. De såldes sedan till Göteborgs spårväg och två av dem finns idag i kördugligt skick hos Spårvägssällskapet Ringlinien i Göteborg. Spårvagn nummer 23 återfördes den 14 december 2012 till Gävle för restaurering till 1953 års ursprungsskick.
Trafiken på spårvägsnätet var livlig. På innerstadsspårvägen hade man 6-minuterstrafik, mot slutet 7 1/2-minuterstrafik. På Bomhuslinjen nöjde man sig dock med halvtimmestrafik. Antalet resor med spårvägen ökade successivt från 1,2 miljoner 1910 till över 5 miljoner varje år från och med 1949. Trafiken på blå linje mot Tullhuset var dock mindre, varför denna sträcka lades ned redan 1930.
1948 lades den blå innerstadslinjen ned, 1952 den röda, och slutligen 1956 den gröna Bomhuslinjen. År 1959 bytte verksamheten namn till Gävle Stadstrafik.

## Linjehistorik

### 1909
Spårvägen öppnades den 13 november 1909 med provisorisk linjesträckning.

### 1910-1926
Från den 12 januari 1910 till 31 december 1926 gick de två innerstadslinjerna enligt följande:
| Linje | Sträcka |
| Röd   | Femte Tvärgatan - Brynäsgatan - Bergsgatan - Fältskärsgatan - Nygatan - Västra vägen - Stadsträdgården                  |
| Blå   | Kaserngatan (vid Södra Centralgatan) - Södra och Norra Kungsgatan - Nygatan - Näringsgatan - Drottninggatan - Tullhuset |

### 1927-1929
- Den 1 januari 1927 öppnades förortslinjen till Bomhus (Nygårdarna) med startpunkt vid Islandsplan.
- Den 1 januari 1927 förkortades också röd linjens vid Femte Tvärgatan från Kaserngatan till Agöplan.
- 24 december 1929 förlängdes Bomhuslinjen till Karskär (Depkens väg i Permånsfallet).

### 1929
Den 24 - 31 december 1929 hade spårvägen sin största utsträckning:
| Linje        | Sträcka |
| Röd          | Femte Tvärgatan - Brynäsgatan - Bergsgatan - Fältskärsgatan - Nygatan - Västra vägen - Stadsträdgården                  |
| Blå          | Kaserngatan (vid Södra Centralgatan) - Södra och Norra Kungsgatan - Nygatan - Näringsgatan - Drottninggatan - Tullhuset |
| Bomhuslinjen | Islandsplan - Bomhus - Karskär/Korsnäsverken                                                                            |

### 1930-1933
- Den 1 januari 1930 lades blå linje ned på sträckan Tullhuset - Nygatan/Norra Kungsgatan.
- Den 4 november 1933 förlängdes den blå linjen i söder till kvarteret Albion (Helgögatan), samtidigt som sträckan Kaserngatan - Södra Kopparslagaregatan/Södra Centralgatan slopades.

### 1933-1948
Under tiden 4 november 1933 till 30 november 1948 hade spårvägsnätet följande utseende (med undantag för 21 juni - 4 augusti 1946, då blå linje ersattes av bussar på grund av jubileumsutställningen):
| Linje        | Sträcka                                                                                                |
| Röd          | Femte Tvärgatan - Brynäsgatan - Bergsgatan - Fältskärsgatan - Nygatan - Västra vägen - Stadsträdgården |
| Blå          | Albion (Helgögatan) - Södra och Norra Kungsgatan (Korsningen med Nygatan)                              |
| Bomhuslinjen | Islandsplan - Bomhus - Karskär/Korsnäsverken                                                           |

### 1948-1952
- Den 1 december 1948 förlängdes röd linje från Femte Tvärgatan till Väpnaregatan/Brynäsgatan.
- Den 12 december 1948 lades blå linje ned.

Nätet hade därefter följande utseende till 19 november 1952:
| Linje        | Sträcka                                                                                             |
| Röd          | Väpnaregatan - Brynäsgatan - Bergsgatan - Fältskärsgatan - Nygatan - Västra vägen - Stadsträdgården |
| Bomhuslinjen | Islandsplan - Bomhus - Karskär/Korsnäsverken                                                        |

### 1952-1956
- Den 20 november 1952 lades röd linje ned.
- Den 5 april 1956 lades Bomhuslinjen ned.

## Planer om museispårväg
Planer på en museispårväg i Gävle fanns, då Spårvägssälskapet 2011 lämnade in ett medborgarförslag till kommunstyrelsen om att bygga en museispårväg på sträckan Brynäs-Atlasområdet. Sju år senare sa kommunen nej till museispårväg, och av de tre bevarade vagnar som Spårvägssällskapet hade tänkt köra i Gävle skickades två till Malmköping medan den tredje skrotades.